# Osulf (évêque)
Pour les articles homonymes, voir Osulf.
Osulf est un prélat anglo-saxon mort en 970. Il est le quatrième évêque de Ramsbury, de 951 environ à sa mort.

## Biographie
Osulf devient évêque de Ramsbury vers 951, succédant à Ælfric. Après sa mort, en 970, il est inhumé à l'abbaye de Wilton, dans le Wiltshire, et Ælfstan lui succède.